# Henri Richardot
Pour les articles homonymes, voir Richardot.
Henri Richardot, né à Reims le 7 février 1845 et mort le 7 décembre 1927 à Cavalaire-sur-Mer, est un poète et homme de droit français.

## Biographie
Fils d'Aimé Louis Richardot, qui fut maire de Reims peu après la naissance de son fils, Henri suivit la carrière de son père. Son goût pour la littérature le mena à l'écriture : il publia un poème dans la troisième série du Parnasse contemporain, sous la signature de H. Richardot. Il écrivit d'autres textes par la suite, souvent sous le pseudonyme de Dachères. Il fut ensuite notaire à Longjumeau, et membre correspondant de l'Académie nationale de Reims. Il semble qu'il ait été maire de Flogny pendant la Première Guerre mondiale. Ses Contes de Champagne et au champagne ont été réédités en 1999.

## Œuvres
- Jean Kerder, épisode dramatique en 1 acte (1885)
- A Rheims ! toast porté au dîner annuel des ″Bons Enfants″, le 28 avril 1888
- Rimes et récits, 1894
- A Jeanne d'Arc, poésie dite à Reims, le 15 juillet 1896, jour de l'inauguration de la statue
- Sept semaines en Tunisie et en Algérie, avec l'itinéraire et les dépenses du voyage (1905)
- Les Mobiles rémois en 1870 (1907)
- Les Tocsins avant et pendant la guerre, 1891-1919
- Contes de Champagne et au champagne, 1928